# Morada da Felicidade (Resende)
Morada da Felicidade é um Bairro do Município de Resende, Estado do Rio de Janeiro, Brasil.
Este bairro, situado junto à margem direita do Rio Paraíba do Sul é um dos bairros mais recentes de Resende. Em 2008, no Dia da Mata Atlântica a Agência do Meio ambiente de Resende (Amar), em colaboração com outras entidades procedeu à plantação de mil árvores de espécies nativas da região.
Na área do ensino este bairro possui a Escola Municipal Lidia Pires Magalhães.